# Йохан Кристиан Розенмюлер
Йохан Кристиан Розенмюлер (на немски: Johann Christian Rosenmüller) е германски учен, лекар (професор по хирургия и анатомия в Лайпциг) и спелеолог. Син е на теолога Йохан Георг Розенмюлер и брат на ориенталиста Ернст Фридрих Карл Розенмюлер.

## Биография
Йохан Розенмюлер получава образованието си от Лайпцигския университет (медицина) и Ерлангенския университет. През 1794 г. е назначен за просектор (главен асистент) в Института по анатомия на Лайпцигския университет. През 1797 г. получава докторска степен, а от 1802 г. до смъртта си е професор по анатомия и хирургия в университета.
Розенмюлер е запален спелеолог. През 1794 г. след анализ на скелети намерени в пещери в близост до селището Мугендорф в Бавария, той дава биномното име – Ursus spelaeus на изчезнал вид пещерни мечки. Една от пещерите в региона до наши дни носи името „пещера Розенмюлер“.
Автор е на няколко монографии по анатомия и хирургия. На него са наименувани няколко термина в анатомията:
- Ямка на Розенмюлер (Rosenmüller's fossa).[3]
- Жлеза на Розенмюлер (Rosenmüller's gland)[4];
- Орган на Розенмюлер (Rosenmüller's organ).[5].